# Артур Еджгілл
А́ртур Е́джгілл (англ. Arthur Edgehill; 21 липня 1926, Нью-Йорк — 10 вересня 2024) — американський джазовий ударник, представник стилю хард-боп.

## Біографія
Народився 21 липня 1926 в Нью-Йорку. У 1948 році розпочав професіональну кар'єру після того, як на деякий час залишив навчання в нью-йоркському інституті музики Парквей і вирушив на гастролі з гуртом Мерсера Еллінгтона. У 1953 році гастролював з саксофоністом Беном Вебстером. Грав з гуртом Jazz Prophets Кенні Доргема (1956), Джиджі Грайсом і гастролював з Діною Вашингтон (1957-58).
Записувався з ансамблем саксофоніста Едді «Локджо» Девіса і органістки Ширлі Скотт, піаністом Горасом Сільвером. Регулярно виступав з Семом Джонсом і Джорджем Дувів'є.
У 1970-х роках залишив музику.